# К'ініч-Б'аакналь-Чаак
К'ініч-Б'аакналь-Чаак ((26 грудня 652 —бл. 708)— ахав царства Попо' у 688-бл. 708 роках. Ім'я перекладається як «Сонячний – Чаак из місця Кісток».

## Життєпис
Син ахава Йукноом-Пуваль-Вайваля. після смерті батька у 688 році вступив на трон. В день 9.12.16.3.12, 5 Еб 0 Яшк'ін (19 червня 688 року) відбулася інтронизація К'ініч-Б'аакналь-Чаака.
Він розгорнув масштабну військову кампанію проти Баакульського царства, метою якої було встановлення контролю Попо' над політіями Лівобережжя Усумасінти. Перша відома перемога К'ініч-Б'аакналь-Чаака була здобута в день 9.12.19.16.5, 12 Чікчан 18 Кумк'у (12 лютого 692 року) і зафіксована на так званій «Лексінгтонській панелі». Втім ім'я та титулатура бранця не збереглися. У тому ж році в день 9.13.0.10.3, 3 Ак'баль 11 Кех (7 жовтня 692 року) він переміг баакульське військо, взявши у полон військовика К'авііль-Мо'. В той же день було захоплено ще один полонений — якийсь Б'ук'-Б'оок.
Близько 692 року було переможено царство Анайте' (васал Баакуля), а його цар Яш-Ак потрапив у полон. В день 9.13.1.0.4, 8 Кн 7 За (17 березня 693 року) К'ініч-Б'аакналь-Чаак продовжив наступ в регіоні і захопив у полон «людину з Пе'тууна» (Ла-Мара) Чан-Мааса. Незабаром після цього переможено Нікте'-Мо', ахава Пе'тууна. Також було взято у полонив баакульского васала Сак-Б'алама з неідентифікованої місцевості К'ало.
Баакульський ахав К'ініч-Кан-Балам II у 695 році намагався перейти у контрнаступ, але без суттєвого результату. У відповідь, в день 9.13.4.13.10, 2 Ок 18 К'анк'ін (22 листопада 696 року) К'ініч-Б'аакналь-Чаак полонив якогось чоловіка на ім'я Хуус, а трохи раніше, ймовірно, на початку 696 року, був захоплений Вак-…, ахав Маміса (невеличка політія, точне місцезнаходження невідоме). В результаті він встановив контроль над Лівобережжям Усумасінти.
У 700—702 роках відбулося низка бойових зіткнень з царством Сакц'і, якому К'ініч-Б'аакналь-Чаак завдав поразок, встановивши зверхність над державою Ак'є. Про останні роки життя К'ініч-Б'аакналь-Чаак, крім здійснення ним «ювілейних» обрядів, відомо небагато. Помер він ймовірніше у 708 році. Наслідував К'ініч-Чуваах-К'ак'.

## Будівництво
Свої перемоги К'ініч-Б'аакналь-Чаак увічнив на численних пам'ятниках, на яких зображені захоплені під час успішних походів знатні бранці. На східному боці Великий Площі було висвячено «Майданчик Трьох Перемог» для гри в м'яч, що позначається сьогодні як «Стадіон 1». Дата цієї події вважається різною 9.13.7.14.7, 7 Манік' 0 Муваан (24 листопада 699 року) або 9.13.8.6.7, 12 Манік' 15 Шуль (12 червня 700 року).